# SUGEN
SUGEN是一家位于美国加利福尼亚州紅木城的生物技术制药公司，由约瑟夫·施莱辛格和阿克塞尔·乌尔里希等人在1991年成立，专攻蛋白激酶抑制剂的研发，产品有舒尼替尼（SU11248）、SU6656、SU-11739等，1999年被Pharmacia & Upjohn收购，2003年关闭。